# Open Handset Alliance
Open Handset Alliance (OHA) er et konsortium af 84  virksomheder, der udvikler åbne standarder for mobile enheder. Medlemsfirmaerne omfatter Google, HTC, Sony, Dell, Intel, Motorola, Qualcomm, Texas Instruments, Samsung Electronics, LG Electronics, T-Mobile, Sprint Corporation, Nvidia og Wind River Systems. 
OHA blev oprettet den 6. november 2007 ledet af Google med 34 medlemmer, herunder producenter af mobile håndsæt, applikationsudviklere, nogle telefonselskaber og chipproducenter.  Android, flagskibssoftwaret af alliancen, er baseret på en open source licens, og har konkurreret mod mobile platforme fra Apple, Microsoft, Nokia (Symbian), HP (tidligere Palm), Samsung Electronics/Intel (Tizen, bada) og BlackBerry.
Medlemmer af OHA er ikke tilladt at producere telefoner, der kører inkompatible versioner af Android.